# 西莫内·詹内利
西莫内·詹内利（義大利語：Simone Giannelli，1996年8月9日—），是一名義大利男子排球選手，場上位置為舉球員。他是義大利國家男子排球隊的成員，並代表義大利獲得了2015年世界盃的銀牌和2015年歐洲排球錦標賽的銅牌。他也代表義大利參加了2016年奧運會，以及2021年歐洲男子排球錦標賽和2022年世界男子排球錦標賽。
2021年9月19日，他擔任代表隊的隊長，為義大利奪得2021年欧洲男子排球锦标赛冠軍，本人獲得最有價值球員（MVP）的榮譽。其後在2022年世界男子排球錦標賽憑其出色的表現助義大利隊奪冠，他也再次獲得最有價值球員殊榮。

## 體育成就

### 俱樂部
- CEV冠軍聯賽
  -  2015/2016 - 與特倫提諾排球
  -  2020/2021 - 與特倫提諾排球
  -  2024/2025 – 與佩魯賈排球

- 世界男排俱樂部錦標賽
  -  波蘭 2018 – 與特倫提諾排球
  -  貝廷 2022 – 與佩魯賈排球
  -  邦加羅爾 2023 – 與佩魯賈排球

- CEV盃
  -  2019 – 與特倫提諾排球

- 國內聯賽
  - 2012/2013  義大利排球聯賽，與特倫提諾排球
  - 2014/2015  義大利排球聯賽，與特倫提諾排球
  - 2021/2022  義大利盃，與佩魯賈排球
  - 2022/2023  義大利超級盃，與佩魯賈排球
  - 2023/2024  義大利超級盃，與佩魯賈排球
  - 2023/2024  義大利盃，與佩魯賈排球
  - 2023/2024  義大利排球聯賽，與佩魯賈排球

### 國家隊
- 2015年 - 歐洲排球錦標賽：  - 季軍
- 2015年 - 世界盃： - 亞軍
- 2016年 - 奧林匹克運動會：  -  亞軍
- 2017年 - 世界大冠軍盃排球賽：  -  亞軍
- 2021年 - 歐洲排球錦標賽： - 冠军
- 2022年 - 世界男子排球錦標賽： - 冠军
- 2023年 - 歐洲排球錦標賽： - 亞軍

### 個人榮譽
- 2015年：Best Player in Serie A1
- 2015年：歐洲排球錦標賽 – 最佳舉球員
- 2016年：CEV冠軍聯賽 – 最佳舉球員
- 2016年：世界排球聯賽 – 最佳舉球員
- 2016年：世界男排俱樂部錦標賽 – 最佳舉球員
- 2017年：世界大冠軍盃排球賽 – 最佳舉球員[2]
- 2018年：世界男排俱樂部錦標賽 – 最佳舉球員
- 2021年：歐洲排球錦標賽 – 最有價值球員（MVP）
- 2022年：世界男子排球錦標賽 – 最有價值球員（MVP）、最佳舉球員
- 2022年：世界男排俱樂部錦標賽 – 最有價值球員（MVP）、最佳舉球員
- 2023年：世界男排俱樂部錦標賽 – 最佳舉球員
- 2025年：CEV冠軍聯賽 – 最有價值球員（MVP）
- 2025年：男子排球國家聯賽 – 最佳舉球員

## 外部連結
- FIVB profile （页面存档备份，存于）
- LegaVolley player profile （页面存档备份，存于）
- Trentino Volley player profile

| 獎項                                               | 獎項                                           | 獎項                         |
| -------------------------------------------------- | ---------------------------------------------- | ---------------------------- |
| 前任： 謝爾蓋·格蘭金                               | 歐洲排球錦標賽 最佳舉球員 2015                 | 繼任： 謝爾蓋·格蘭金         |
| 前任： 法比安·德爾奇佳                             | CEV冠軍聯賽 最佳舉球員 2015/2016               | 繼任： 卢西亚诺·德切科       |
| 前任： 本亚明·托纽蒂                               | 世界排球聯賽 最佳舉球員 2016                   | 繼任： 本亚明·托纽蒂         |
| 前任： William Arjona(2015) Fernando Kreling(2021) | 世界男排俱樂部錦標賽 最佳舉球員 2016 2022 2023 | 繼任： Aleksandr Butko(2017) |
| 前任： 布魯諾·雷森德                               | 世界大冠軍盃排球賽 最佳舉球員 2017             | 繼任： 現任                  |
| 前任： 烏羅什·科瓦切維奇                           | 歐洲排球錦標賽 最有價值球員 2021               | 繼任： 威爾弗雷多·萊昂       |
| 前任： 巴爾托斯·庫雷克                             | 世界排球錦標賽 最有價值球員 2022               | 繼任： 現任                  |
| 前任： 米卡·克里斯滕森                             | 世界排球錦標賽 最佳舉球員 2022                 | 繼任： 現任                  |
| 前任： Miguel Ángel López                          | 世界男排俱樂部錦標賽 最有價值球員 2022         | 繼任： Oleh Plotnytskyi      |
| 前任： 安托萬·布里扎爾                             | 男子排球國家聯賽 最佳舉球員 2025               | 繼任： 現任                  |